# 散枝梳藓
散枝梳藓（学名：Ctenidium stellulatum）为灰藓科梳藓属下的一个种。